# Ferguson (przedsiębiorstwo)
Ferguson – polski producent set-top boksów.

## Historia
Przedsiębiorstwo Ferguson zostało założone w 1989 roku. W 2001 roku firma rozpoczęła produkcję set-top boksów do odbioru telewizji satelitarnej. W 2004 roku, po przystąpieniu Polski do Unii Europejskiej, Ferguson rozpoczął eksport swoich produktów na teren krajów Unii. W roku 2007 rozpoczęto produkcję set-top boksów do odbioru telewizji kablowej.
W 2010 roku Ferguson utworzył na terenie Niemiec spółkę-córkę pod nazwą Ferguson GmbH. W roku 2015 natomiast we Włoszech powołał spółkę Ferguson S.R.L.

## Nagrody
Firma Ferguson w 2012 roku otrzymała nagrodę Gepard Biznesu, a rok później – Gazela Biznesu. Produkty firmy zdobywały ponadto nagrody Złoty Pixel (2007, 2011), Złoty Medal Targów MediaExpo (2012, 2014), Cyfrowy Super Produkt (2013) oraz tytuł Dobry Produkt – Wybór Konsumentów.